# Archaraeoncus alticola
Archaraeoncus alticola là một loài nhện trong họ Linyphiidae.
Loài này thuộc chi Archaraeoncus. Archaraeoncus alticola được Andrei V. Tanasevitch miêu tả năm 2008.